# أقتش
أقتش (بالفارسية: اغش) هي قرية تقع في قسم بام الريفي (مقاطعة إسفراين) في إيران. يقدر عدد سكانها بـ 235 نسمة.